# برونوشویتسه
برونوشویتسه (به لهستانی:  Bronoszewice) یک روستا در لهستان است که در گمینا گوزدووو واقع شده‌است.